# Ia Lâu
Ia Lâu là một xã thuộc tỉnh Gia Lai, Việt Nam.
Xã Ia Lâu có diện tích 117,18 km², dân số năm 1999 là 4.223 người, mật độ dân số đạt 36 người/km².